# Икуо Мацумото
Икуо Мацумото (јап. 松本 育夫; Точиги, 3. новембар 1941) бивши је јапански фудбалер.

## Каријера
Током каријере је играо за Тојо.

## Репрезентација
За репрезентацију Јапана дебитовао је 1966. године. Учествовао је и на олимпијским играма 1968. За тај тим је одиграо 11 утакмица и постигао 1 гол.

## Статистика
| Јапан  | Јапан   | Јапан  |
| Година | Наступи | Голови |
| ------ | ------- | ------ |
| 1966.  | 4       | 1      |
| 1967.  | 3       | 0      |
| 1968.  | 2       | 0      |
| 1969.  | 2       | 0      |
| Укупно | 11      | 1      |